# Ballongvidgning

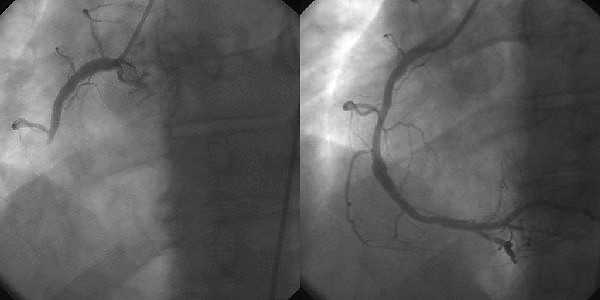
Koronarangiografiska bilder före och efter ballongvidgning av förträngt kärl (höger kranskärl).

Schematisk bild över ballongvidgning.

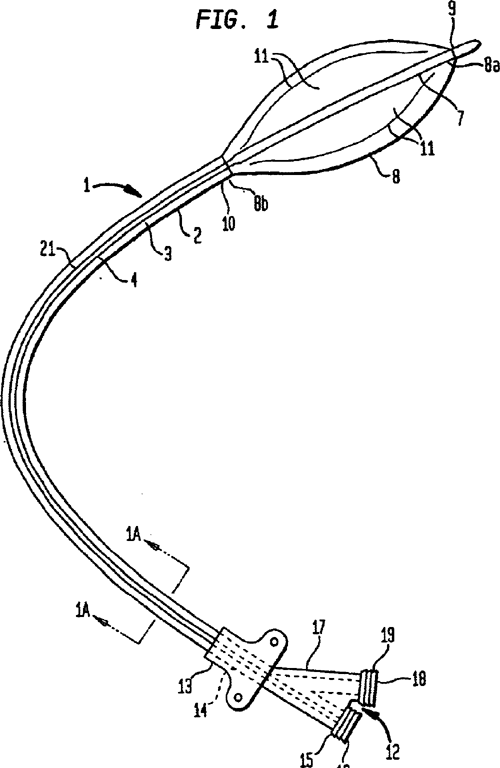
Teckning av ballongkateter.

Ballongvidgning eller ballongdilatation, även angioplastik och perkutan transluminal angioplastik (PTA), är en teknik för att vidga aterosklerotiskt förträngda artärer med en kateter.
Ballongvidgning av hjärtats kranskärl är det vanligaste ingreppet vid perkutan koronarintervention (PCI) och begreppen används vanligen synyonymt avseende vidgning av just kranskärlen. Ballongvidgning av kranskärlen utförs på förträngda artärer på hjärtat så att blodtillförseln till hjärtmuskeln inte stoppas.

## Beskrivning
Metoden genomförs på patienter som har förträngda ("kärlkramp") eller blockerade ("hjärtinfarkt") kranskärl i hjärtat. En slang (kateter) förs in via ljumsken eller handleden och följer artärerna till hjärtat. Patienten är lokalbedövad och har fått lugnande. Kontrastvätska sprutas in i kärlet och då kan läkaren och patienten via röntgenbilder på en bildskärm se var förträngningen är som orsakar problem. 
Därefter förs en tunnare slang in i den förra och i änden finns en liten prinskorvsliknande ballong. Nu kommer den svåra delen, vilket är att lirka ballongen till rätt kärl. Väl på plats, efter några doser kontrastvätska, fylls även ballongen med samma vätska. Den utvidgar sig någon eller några millimeter och därefter släpper man på trycket och backar ballongen en bit för att se resultatet. Om kärlväggarna inte faller tillbaka, är operationen klar. 
Om kärlväggarna faller tillbaka, dras den tunnare slangen ut och läkaren trär en stent på ballongen. Så lirkas det igen och väl på plats fylls vätska på igen. Stenten, som ser ut som ett mikroskopiskt metallnät (sträckmetall), är från början utdragen på längden och tvingas nu ut på tvären. Därigenom armeras kärlväggen inifrån och kan inte falla tillbaka.
Patienten får därefter ha ett tryckförband vid ljumsken eller handleden där slangen träddes in. Det är för patienten den besvärligaste delen av operationen eftersom förbandet måste sitta på i ett par timmar. Patienten får sedan äta blodförtunnande mediciner i ett halvår.

## Historik
Metoden föreslogs 1976 av den tyske läkaren Andreas Grünzing, men möttes av skepsis. Mindre än ett år senare, den 16 september 1977, utförde han framgångsrikt världens första perkutana ballongvidgning på en 37-årig man i Zürich i Schweiz. I Sverige utfördes metoden för första gången 1979 av Alfred Szamosi vid Karolinska sjukhuset, och har sedan successivt införts på övriga universitetssjukhus och utförs i dag (2010) på de flesta större sjukhus i landet. Läkaren Göran Stenport har bidragit till lanseringen av metoden i Sverige som har inneburit att antalet komplicerade och kostsamma kranskärlsoperationer minskat. Ballongutvidgningen kan utföras lokalt och tar en läkare och en sjuksköterska i anspråk i cirka en till två timmar.